# Comitato per le minacce ad alto rischio
Il Comitato per le minacce ad alto rischio delle Nazioni Unite (in inglese High Level Panel on Threats, Challenges and Change of the United Nations), presieduto dall'ex primo ministro tailandese Anand Panyarachun e composto da alcuni capi di governo e ministri ha il compito di valutare i possibili rischi per il futuro dell'umanità e l'ambiente.

## Dieci minacce
Le  dieci minacce identificate dal Comitato sono:
1. povertà
2. malattie infettive
3. degrado ambientale
4. guerre tra stati
5. guerre civili
6. genocidi
7. altre atrocità (es. traffico di esseri umani per sfruttamento sessuale o traffico di organi)
8. diffusione di armi di distruzione di massa (diffusione di armi nucleari, armi chimiche, armi biologiche)
9. terrorismo
10. organizzazioni criminali internazionali